# Lee Jung-soo
Lee Jung-soo (* 8. Januar 1980 in Gimhae, Gyeongsangnam-do) ist ein südkoreanischer Fußballspieler.

## Karriere
Lees Profikarriere begann 2002 beim K-League-Klub Anyang LG Cheetahs. Zur Mitte der Saison 2004 wechselte er zu Incheon United. Hier trug er in der folgenden Saison maßgeblich zum Gewinn des Vizemeistertitels bei. 2006 kam Lee zu den Suwon Bluewings, mit denen er zum Ende der Saison 2008 den Gewinn der Koreanischen Meisterschaft feierte. Im März desselben Jahres bestritt Lee in der dritten Runde der Qualifikation zur Fußball-Weltmeisterschaft 2010 gegen Nordkorea sein erstes Länderspiel, das mit einem torlosen Remis endete. Insgesamt kam er in weiteren neun Qualifikationsspielen zum Einsatz.
2009 wechselte er kurzzeitig zu Kyoto Purple Sanga nach Japan, bevor er sich im selben Jahr den Kashima Antlers anschloss. Mit der Nationalmannschaft nahm er 2009 an den Ostasien-Meisterschaften und 2010 an der WM in Südafrika teil.

## Erfolge
Suwon Bluewings
- K League: 2008

Kashima Antlers
- Japanischer Supercup: 2010